# Wade McClusky
Clarence Wade McClusky (ur. 1 czerwca 1902 w Buffalo, stan Nowy Jork, zm. 27 czerwca 1976 w Bethesda, Maryland) – pilot, oficer United States Navy, Rear admiral, uczestnik bitwy pod Midway jako dowódca grupy powietrznej lotniskowca USS „Enterprise” (CV-6) (Enterprise Air Group) w stopniu Lieutenant Commandera.

## Okres przedwojenny
Akademię marynarki w Annapolis ukończył w 1926 roku, do maja 1927 roku służył następnie na pancerniku USS „Pennsylvania” (BB-38), po czym został przeniesiony na niszczyciel USS „Williamson” (DD-244), rok później zaś do Naval Torpedo Station w Newport w stanie Rhode Island. Kolejny przydział otrzymał w Naval Air Station w Pensacoli na Florydzie, gdzie rozpoczął ukończone 7 maja 1929 roku szkolenie w zakresie pilotażu. Do maja 1931 roku służył następnie w eskadrze myśliwskiej lotniskowca USS „Saratoga” (CV-3). Wtedy też powrócił do akademii w Annapolis, gdzie rozpoczął ukończone w 1934 roku studia podyplomowe. Otrzymał następnie przydział do grupy rozpoznawczej pancernika USS „Maryland” (BB-46). W maju 1940 roku uzyskał przeniesienie do eskadry myśliwskiej Fighting Squadon Six (VF-6) lotniskowca „Enterprise”.

## II wojna światowa
Po wybuchu wojny na Pacyfiku wziął udział w rajdach USS „Enterprise” na Wyspy Marshalla, na atol Wake oraz w rajdzie na Marcus, po czym w kwietniu 1942 roku objął dowództwo Enterprise Air Group. Objęcie stanowiska dowódcy grupy lotniczej wiązało się ze zmianą pilotowanego samolotu, z myśliwskiego Grumman F4F Wildcat, na bombowiec nurkujący Douglas SBD Dauntless. Pilotując SBD-3 lotniskowca USS „Enterprise” 4 czerwca 1942 roku poprowadził eskadry bombowe VB-6 i VS-6 do ataku na wykryty pod Midway japoński zespół okrętów Kido Butai z lotniskowcami admirała Chūichi Nagumo.
Dzięki swojej intuicji, po bezskutecznym dwugodzinnym poszukiwaniu japońskiego zespołu, McClusky skierował prowadzone przez siebie eskadry bombowe śladem przypadkowo napotkanego japońskiego niszczyciela „Arashi”, który doprowadził VB-6 i VS-6 nad japoński zespół uderzeniowy Połączonej Floty. Skutkiem błędu taktycznego Wada McClusky'ego, wbrew obowiązującej doktrynie floty, obydwie eskadry bombowe zaatakowały najbliższy lotniskowiec „Kaga””. W efekcie tego błędu, 32 bombowce obu eskadr rozpoczęły atak na „Kagę” pozostawiając wolnym od ataku następny widoczny lotniskowiec „Akagi”. W błędzie dowódcy zorientował się prowadzący eskadrę VB-6 Lt. Cmdr. Richard Best, któremu udało się wyprowadzić z ataku jedynie trzy maszyny dowodzonej przez siebie eskadry VB-6 celem podjęcia ataku na „Akagi”. Dzięki skutecznemu atakowi prowadzonych przez McClusky'ego dwóch eskadr bombowych, w porannej części bitwy pod Midway, grupie lotniczej USS Enterprise udało się zatopić dwa z czterech japońskich lotniskowców Kido Butai. Sam McCluski został jednak raniony podczas ataku, toteż nie wziął udziału w popołudniowej części bitwy, w ataku na lotniskowiec „Hiryū”
Za swój wkład w rozstrzygnięcie bitwy pod Midway, Wade McClusky został odznaczony Navy Cross, Distinguished Flying Cross, Legion of Merit, Air Medal i Commendation Medal, z uwagi zaś na odniesione w bitwie rany, został wyróżniony odznaczeniem Purple Heart.
We wrześniu 1942 roku odszedł do pracy sztabowej w Kalifornii, gdzie otrzymał awans do stopnia Captaina (komandora).

## Okres powojenny
Po zakończeniu wojny pracował na różnych stanowiskach sztabowych do 1 lipca 1956 roku, gdy odszedł na emeryturę. Po zakończeniu służby wojskowej został awansowany do stopnia Rear admiral (kontradmirała).